# سانتو ألكالا
سانتو ألكالا هو لاعب كرة قاعدة دومينيكاني، ولد في 23 ديسمبر 1952 في سان بيدرو دي ماكوريس في جمهورية الدومينيكان.

## وصلات خارجية
- سانتو ألكالا على موقع دوري كرة القاعدة الرئيسي (الإنجليزية)
- سانتو ألكالا على موقعبيزبول رفرنس.كوم (الدوري الرئيسي) (الإنجليزية)
- سانتو ألكالا على موقعبيزبول رفرنس.كوم (الدوري الثانوي) (الإنجليزية)
- سانتو ألكالا على موقع مشجعي الرسوم البيانية (الإنجليزية)